# Nicolas Huysman
Nicolas Huysman (Duinkerke, 9 februari 1968) is een Frans voormalig voetballer en trainer. 

## Carrière
Hij begon zijn profcarrière bij USL Dunkerque waarna hij ging voetballen bij FC Metz. Hij speelde er drie seizoenen maar kon nooit echt overtuigen en trok naar SM Caen. Hij speelde bij Caen gedurende de seizoenen 1993-1995 en kwam aan 37 wedstrijden waarin hij 1 keer kon scoren. Hierna tekende hij een contract bij AC Le Havre waar hij maar liefst 117 wedstrijden speelde en een van de sterk houders was gedurende de 5 seizoenen die hij er speelde. Hij speelde daarna nog voor US Créteil en USL Dunkerque.
Zijn laatste jaar bij USL Dunkerque was hij zowel trainer als speler, hij trainde de club gedurende 9 seizoenen wanneer hij besliste om even te stoppen als coach. Totdat hij in 2012 terug even wordt gevraagd als interim-coach. Hierna trainde hij de Belgische club Francs Borains. Hij werd in 2019 voorgesteld als de nieuwe coach van de Luxemburgse club Jeunesse Esch, hij vervangt er Sébastien Grandjean nog hetzelfde jaar werd hij er ontslagen door tegenvallende resultaten. In 2020 ging hij aan de slag bij Union Titus Pétange waar hij in maart 2021 opnieuw werd ontslagen.